# Marcel Godivier
Marcel Godivier (Versailles, 17 de janeiro de 1887 - Dreux, 9 de fevereiro de 1963) foi um ciclista profissional da França.

## Participações no Tour de France
- Tour de France 1908 : 9º colocado na classificação geral
- Tour de France 1910 : abandonou
- Tour de France 1911 : 6º colocado na classificação geral
- Tour de France 1912 : abandonou
- Tour de France 1913 : abandonou
- Tour de France 1914 : 30º colocado na classificação geral